# Конфирмация приговоров
Конфирмация приговоров — процесс утверждения приговора высшей инстанцией в военном суде Российской империи. До милютинских реформ 1860—1870 годов в военном суде функция постановления приговора была последовательно отделена от его утверждения, предоставленного высшим судебным инстанциям или административным органам.
Ревизия приговоров производилась военными начальниками в порядке подчинённости, причём закон самым подробным образом определял, какие приговоры (по роду преступлений и по служебному положению осуждённого) каждый данный начальник утверждает сам и какие представляет для конфирмации высшему начальству. В послереформенном военно-уголовном законодательстве система конфирмации приговоров была сохранена лишь в отношении судов низшей подсудности (полковых); приговоры судов высшей подсудности (военно-окружных и временных военных) подлежали конфирмации лишь в виде отмены. На основании 678 статьи Военно-судебного устава 1884 года, если полковой командир не находил возможным утвердить приговор полкового суда или изменить его в пределах принадлежащих ему прав, он представлял дело, вместе со своим мнением, в военно-окружной суд. Приговоры военных судов высшей подсудности в некоторых случаях подлежали конфирмации:
1. в военное время — все приговоры к смертной казни, а также приговоры, присуждающие к лишению всех прав состояния или к заключению в крепости по тем делам, по которым отменена подача кассационных жалоб и протестов;
2. при осуждении на основании положения о мерах к охранению государственного порядка и общественного спокойствия. В первом случае право конфирмации принадлежало главнокомандующему, а также коменданту осаждённой крепости и начальнику отряда, лишённого сообщения с остальной армией; во втором — генерал-губернаторам, а в местностях, им не подчинённых, командующим войсками военного округа (Военно-судебный устав, ст. 678—682 и 1428—1430; Положение о мерах к охране государственного порядка, ст. 19).